# 惠州市东江公共汽车运输有限公司
惠州市东江公共汽车运输有限公司，通常简称东江公交，是中国广东省惠州市的一间公共交通运营业者，于2012年5月28日由惠州市区原有的数间民营客运业者的公共交通运营部分整合而成，运营途经惠州市区的公交化客运路线。至2020年8月，该司共计运营4条路线，合共84台运营车辆。

## 沿革
2011年9月，惠州市人民政府常务会议审议通过《惠州市惠城区、仲恺高新区公交客运整合方案》，计划第一步在半年内完成对市区金通、太湖、百川、运通、诚通等5间民营公共交通业者的整合，按“政府牵头、自愿参股、保持稳定”原则由上述5间业者共同出资成立合营公司。
2012年3月28日，上述5间业者共同签订《惠州市惠城区民营公交整合重组协议书》，共同出资组建合营公司，命名为惠州市东江公共汽车运输有限公司。
2012年5月28日，该公司正式成立，并接手上述业者原有的6条公交化客运班线。当日，已由该司接手的公交路线开始按新编号运营，旗下车辆则在相关位置贴上该司标志以覆盖原运营业者标志。
2013年10月，运通巴士正式将旗下398路线交由该公司运营，并更换新车，使用新编号。至此，市区民营公交整合正式完成。
2015年8月28日，经深圳、惠州两地交通运输部门许可，该司旗下208路线南端总站由塘吓村延伸至深惠交界处，成为该司旗下首条城际路线。
2018年5月1日，东江公交旗下车队全面执行新版票价方案及岭南通换乘优惠政策。
2019年9月，东江公交第二公司、第一公司先后更名为太湖公共客运及金通公共汽车，由此从东江公交脱离。

## 管理层
- 董事长：韩启林
- 总经理：陈思广
- 第三公司
  - 执行董事及总经理：陈思广
  - 监事：杨伟忠
- 第五公司
  - 执行董事及总经理：肖铁牛
  - 监事：张媛辉

## 路线
现时，该司共有3条公交路线，由其旗下的两间子公司运营。

### 第三公司
| 编号 | 编号    | 线路               | 线路 | 线路                 | 收费   | 备注   |
| ---- | ------- | ------------------ | ---- | -------------------- | ------ | ------ |
|      | 208惠州 | （惠州）金府路总站 | ⇆    | （深圳）龙岗汽车总站 | 2–12元 | 原 699 |
|      | 210     | 丹凤谷（皇后村）   | ⇆    | 千花洲度假区         | 2元    |        |

### 第五公司
| 编号 | 编号 | 线路       | 线路 | 线路           | 收费  | 备注   |
| ---- | ---- | ---------- | ---- | -------------- | ----- | ------ |
|      | 205  | 沥林汽车站 | ⇆    | 东江湾商业广场 | 2–6元 | 原 398 |

## 车队
该公司现时共运营84台公交车辆，全数为纯电动车辆。
| 车型            | 服役时间   | 购入数量 | 现役数量 | 载客量（含司机） | 变速器     | 发动机             | 空调 | 备注 |
| --------------- | ---------- | -------- | -------- | ---------------- | ---------- | ------------------ | ---- | ---- |
| 宇通ZK6105BEVG6 | 2015.8.28- | 46       | 46       | 坐27 站60        | 不设变速箱 | 宇通YTM280-CV4-H   |      |      |
| 开沃NJL6100EV17 | 2020.8.9-  | 20       | 20       | 坐27 站64        | 不设变速箱 | 南京金龙TZ450XSNL7 |      |      |
| 宇通ZK6106BEVG5 | 2020.9.5-  | 18       | 18       | 坐27 站63        | 不设变速箱 | 宇通TZ400XSYTB44   |      |      |

## 重大事故
注：粗体为致命事故。
- 2013年7月1日中午，一台行走201路往市农科所的厦门金龙XMQ6103GF（粤L05717）在行驶至惠州大道东平公园段，超越一台行走公交总公司6路往惠州火车站的厦门金龙XMQ6891G（粤L35461）时，因不慎刮蹭后者的左后视镜而刹车，导致后方一台行走公交总公司34路往惠州火车站的珠海广通GTQ6762N4GJ（粤L46049）收掣不及，发生追尾事故，造成13人受伤，其中一人重伤。事后粤L05717车尾严重受损，左侧油箱破裂，加上8年车龄，因而不获修复[來源請求]。[8]
- 2014年2月26日上午9时许，一台行走201路往沥林汽车站的厦门金龙XMQ6103GF（粤L32912）在进入东湖西路站时，疑因刹车失灵撞向一台准备离站的行走公交总公司29路往惠州火车站的苏州海格KLQ6891GA（车牌待查），造成两车分别头尾尽毁及9人受伤，其中2人需入院治疗。事后有目击者指该201路车车长可能已经意识到车辆刹车失灵，即连按喇叭提醒前车离站，但仍酿成事故。[9]
- 2014年3月24日下午4时许，一台行走203路往商祺电子厂的厦门金龙XMQ6931AGN5（粤L50526）在新华大道菠萝山路路口停靠上客，之后在出站时因车长疏于观察车前状况，收掣不及而撞击一台行走322路往龙旗科技园的苏州海格KLQ6770G（粤L39157），造成两车轻微损坏。此后有目击者指两车车长在事故前互相超车3次，疑存在开“斗气车”的行为，但两车车长均否认开“斗气车”。[10]
- 2016年9月14日下午6时许，一台行走208路往六联小学的郑州宇通ZK6105BEVG6（粤L52372）在行经205国道镇龙大路背路段时，因躲避小车而急刹车，导致该车被后方大货车追尾。随后，车辆右侧的电池组冒烟起火，但火警很快被消防及周围民众合力救熄。事故造成粤L52372车尾被撞损，右侧电池组被烧坏，但无人员伤亡。[11]
- 2018年4月18日上午7时许，一台电动自行车逆行经过惠州大道园丁街路口时，车辆擦碰到绿化带并侧翻，导致一台行走201路往市农科所的厦门金龙XMQ6931AGN5（粤LAA121）躲闪不及，碾压女性电单车骑士，致其当场身亡。[12]

## 事件及争议

### 被泼洒汽油事件
2013年2月13日下午，一台行走208路往双龙地铁站的苏州海格KLQ6850GE3（车牌待查）在行驶至深圳市龙岗区坪地街道附近时，突然被一台深圳牌照的皮卡车截停。其后，该皮卡车上的其中一名男子将公交车轮胎放气，随后向车内泼洒汽油与机油混合物，致多名乘客被混合物喷及。民警到场后，该男子甚至拿出铁棍进行威胁，直至警方拔枪示警，冲突才得以制止。
车队负责人指，该线是在取得广东省交通厅相关证明之情况下才于春节期间临时延伸至深圳双龙站，而拦车事件系深圳市新纪元运输公司的工作人员认为208路抢了新纪元88路的生意而为之。对此，新纪元公司负责人则辩称，泼洒物并非汽油，且208路在深圳境内随意上落客而非按省交通厅之规定定点停靠，而此举又严重影响88路的经营，才导致“拦车泼油”事件。
龙岗区坪地派出所最终以涉嫌非法截扣机动车辆及涉嫌寻衅滋事的罪名，分别对两名拦车者处以行政罚款500元及行政拘留5日之处罚。

### 208路罢运事件
2014年4月8日，208路的部分司乘人员因不满其待遇过低而宣告罢工，导致需乘搭该路线的市民出行受到严重影响。虽东江公交已于当日8时许抽调其他路线运力支援服务，但仍出现间隔过长的情况。有苦等该路车不来的市民调侃称该路线车辆是否已经“失联”。
有司乘人员指，该路线全长50公里左右，往返一趟需4小时，每日需往返4趟，每月一般需工作20日，极为辛苦。但乘务员月薪扣去社保仅有两千余元，而多数司机月收入亦仅有四千元左右，因而认为他们的工资与其工作量不相匹配。
而东江公交的相关负责人则称，他们于事发前一晚才收到相关司乘人员的加薪申请，尚不及研究就遇到此类事件。最终该司在与罢工司乘人员谈判后达成协议，承诺在上班时间不变之情况下，每位司乘人员月薪上调300元。其后，208路服务逐步恢复正常。

### 旗下路线未按标准收费
2014年2月起，惠州市物价局不断接获市民投诉，称205、208两路线擅自将起步票价由1.5元提至2元。其后，该局经检查确认市民投诉属实，认为东江公交第三、第五公司均违反《中华人民共和国价格法》第十二条规定，构成“不执行政府定价”的价格违法行为，并对上述公司作出约谈告诫，责令整改的措施，惟上述分公司并没有落实整改工作。
其后，惠州市物价局发出通知，指将对上述分公司立案查处，并实施经济制裁。至2014年6月4日，该局表示处罚方案尚未定论。
而在2015年7月23日，有市民向惠州市发展和改革局投诉，指其当日下午5时30分许于938地质队站乘坐201路线公交车时，司机要求该乘客投币2元，而非按票价表写明的1.5元投币，且因乘客与之理论而辱骂乘客。发改局调查后指市民投诉属实，要求该路线车辆进行整改。

### 208路私自延伸至深圳境内
2015年8月28日，经惠州、深圳两地交通部门批准，东江公交将旗下208路线调整为“惠州火车站—深惠交界处”。但实际上，该线车辆通常在停靠深惠交界处站后，多运营一站路至六联小学站后折返，甚至直接不停靠深惠交界处站。此举引发惠深两地极大争议。
惠州市交通运输局称，由于深惠交界处站只能换乘一条支线巴士路线B738路，而六联小学站则有多条干线巴士可供换乘，因而乘客多不愿意在深惠交界处站下车，而选择在六联小学站下车，甚至曾经发生过因乘客不满线路仅运营至深惠交界处而阻碍车辆运营等事件。此外，东江公交相关负责人称，由于深惠交界处附近无停车区、厕所等基本场站设施，该司无奈之下只能私自延线至六联小学。交运局方面对此也表示无可奈何。
深圳市龙岗区交通运输局则认为208路构成违法运营行为，因该线私自延伸路线且时常霸占站台，导致深圳公交车辆无法进站。该局称由于不断接获市民投诉，故而经常对该站进行运营检查，截至2016年3月23日，该局已向208路车队开出33张罚单，但仍然无法阻止非法运营行为。此外，《南方都市报》旗下《深圳读本》于微博刊登相关报道后，却遭到惠深两地市民批评，更有网友认为报道所称之“市民姚先生”应与跨市野鸡车业者有关。现时该微博已被删除。
目前，本线已经正式获批延伸至六联小学。